# Idactus strandi plurifasciculatus
Idactus strandi plurifasciculatus es una subespecie de escarabajo longicornio del género Idactus, tribu Ancylonotini, subfamilia Lamiinae. Fue descrita científicamente por Breuning en 1955.

## Descripción
Mide 14-18 milímetros de longitud.

## Distribución
Se distribuye por Mozambique y Namibia.